# Bicinicco
Bicinicco (Bicinins en friulano)  es un municipio (comuna) de 1.832 habitantes de la provincia de Udine en Italia.

## Evolución demográfica
| Gráfica de evolución demográfica de Bicinicco entre 1861 y 2001 |
|                                                                 |
| Fuente ISTAT - elaboración gráfica de Wikipedia                 |

- Datos: Q53226
- Multimedia: Bicinicco / Q53226

1. ↑  Worldpostalcodes.org, código postal n.º 33050.
2. ↑  «Codici Catastali». Comuni-italiani.it (en italiano). Consultado el 29 de abril de 2017.